# Зарковская, Евгения Павловна
Евгения Павловна Зарковская (урожд. Рябушкина) (род. 21 ноября 1923, Москва) — советская баскетболистка. Заслуженный мастер спорта СССР (1950).

## Биография
Спортивную карьеру провела в составе московского «Динамо» и МАИ.
- Чемпион СССР — 4 (1944, 1946, 1950, 1953)
- Серебряный призёр чемпионата СССР − 3 (1945, 1948, 1954)
- Бронзовый призёр чемпионата СССР — 1 (1952)
- Обладатель Кубка СССР — 1 (1953)

Привлекалась в сборную СССР, в составе которой трижды (1952, 1954, 1956) стала чемпионкой Европы.
Окончила МАИ.
Сестры Евдокия и Вера также были баскетболистками.